# Indicateur du vivre mieux
Pour les articles homonymes, voir BLI.
L'indicateur du vivre mieux (en anglais, Better Life Index ou BLI) est un indicateur économique créé par l'OCDE en 2011. L’indicateur du vivre mieux permet aux individus de comparer les pays selon leurs propres préférences au moyen de 11 thèmes considérés comme essentiels au bien-être.
L’indicateur du vivre mieux s’inscrit dans le cadre du programme de l’OCDE « The Better Life Initiative » (l’Initiative du vivre mieux), lancé en mai 2011. Cette initiative s’appuie sur le rapport de la Commission Stiglitz-Sen-Fitoussi sur la mesure de la performance économique et du progrès social.

## Critères
| - revenus - logement - emploi - santé - sécurité - vie en communauté | - gouvernance - éducation - environnement - sentiment de satisfaction personnelle - équilibre entre vie professionnelle et vie de famille |